# Alet-les-Bains
Alet-les-Bains település Franciaországban, Aude megyében. Lakosainak száma 384 fő (2022. január 1.). Alet-les-Bains Antugnac, Cournanel, Limoux, Luc-sur-Aude, Magrie, Montazels, Véraza és Roquetaillade-et-Conilhac községekkel határos.

## Népesség
A település népessége az elmúlt években az alábbi módon változott:
| Lakosok száma | 590  | 543  | 460  | 442  | 444  | 439  | 406  | 386  | 388  | 384  |
|               | 1968 | 1982 | 1990 | 2006 | 2013 | 2015 | 2017 | 2019 | 2020 | 2022 |